# Hamer Bouazza

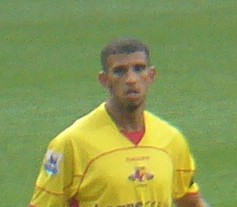
Hamer Bouazza.

Hamer Bouazza, född 22 februari 1985 är en algerisk fotbollsspelare som för tillfälet spelar för Racing Santander i La Liga. Han spelar vanligtvis till vänster, men kan också spela som högerytter. Han har tillbringat större delen av sin fotbollskarriär i England, bortsett från en kort sejour i Turkiet.